# Districtul Hódmezővásárhely
Hódmezővásárhely (în maghiară Hódmezővásárhelyi járás) este un district în județul Csongrád, Ungaria.
Districtul are o suprafață de 707,77 km2 și o populație de 56.164 locuitori (2013).